# Suspiros del corazón
Suspiros del corazón es una película argentina-española que se filmó en Buenos Aires durante 2006. Está protagonizada por Roger Coma, María Dupláa y Alejandro Awada.

## Sinopsis
A Fernando Valbuena de Montijos (Roger Coma), un joven empresario español, guapo y millonario, afincado en Buenos Aires, una revistucha de fotonovelas titulada Suspiros del Corazón le acierta el horóscopo de forma sorprendente. A pesar de no creer en el azar, Fernando querrá conocer a cualquier precio sus predicciones astrales del mes siguiente, pues está a punto de tomar una importante decisión de negocios. Pero Suspiros del Corazón no se vende en los quioscos de prensa y nadie la conoce, por lo que Fernando opta por desplazarse hasta la editorial, en el interior de la Argentina. La "editorial" la conforman tres excéntricos ancianos, utópicos librepensadores y a contracorriente de cualquier moda o tendencia. Junto a Libertad, Igualdad y Fraternidad (las hijas de Manolo, el director) se proponen una obra cultural sin fines de lucro, adaptando a fotonovelas los clásicos de la literatura universal. Catapultado en medio de aquel ambiente de delirantes trasnochados, con tal de que la revista se publique y así poder leer su horóscopo a tiempo, Fernando acepta convertirse en un actor de fotonovela.
Las cosas se complican con la aparición de Retortillo (Salvador Sanz II), su competidor en los negocios. Para escapar a una supuesta persecución que sólo existe en la fantasía de los tres ancianos, Fernando accede a esconderse en una isla secreta en compañía de Fraty (María Dupláa), la hija menor del Manolo (Osvaldo Bonet), el director de la revista. En la agreste soledad de aquel lugar, Fernando y Fraty viven un apasionado idilio. Pero el romance se trunca bruscamente cuando Fernando revela a Fraty su verdadera identidad y los motivos de su presencia entre ellos. Fernando deberá obrar de manera imprevista para recuperar su amor. Suspiros del corazón es una comedia romántico-absurda en torno a las utopías, las predicciones astrales, el dinero y el amor.

## Reparto
| Actor/Actriz      | Personaje                     |
| ----------------- | ----------------------------- |
| Roger Coma        | Fernando Valbuena de Montijos |
| María Dupláa      | Fraty                         |
| Alejandro Awada   | Escritor                      |
| Osvaldo Bonet     | Manolo                        |
| Henny Trailes     | Sarita                        |
| Eduardo Wiguntow  | Tío Sammy                     |
| Salvador Sanz II  | Retortillo                    |
| Ana María Castel  | Chela                         |
| Daniela Bocassi   | Liber                         |
| Mariela Domínguez | Igu                           |
| Nicolás Gabriel   | Nicolás                       |
| Roberto Enríquez  |                               |
| Nicolás Condito   | Matías                        |
| Horacio Denner    | Maestro de ceremonias         |
| Lalo Chado        | Rubén Darío                   |
| Martín Marañon    | Víctor Hugo                   |